# 정재민 (배우)
정재민(2001년 5월 1일 ~ )은 대한민국의 배우이다.

## 출연 작품

### 드라마
- 《굿 와이프》 (2016년, tvN) - 정재열 역
- 《육룡이 나르샤》 (2015년, SBS) - 어린 방의 역
- 《기분 좋은 날》 (2014년, SBS) - 강은찬 역
- 《갑동이》 (2014년, tvN) - 어린 하무염 역
- 《엔젤 아이즈》 (2014년, SBS) - 어린 박동주 역
- 《순금의 땅》 (2014년, KBS2) - 어린 윤정수 역
- 《불온》 (2013년, MBC) - 어린 이준우 역
- 《구암 허준》 (2013년, MBC)
- 《기황후》 (2013년, MBC) - 원 영종 린칠반 칸 역
- 《여왕의 교실》(2013년, MBC) - 2반 반장 역
- 《TV로보는 원작동화 - 플루토 비밀결사대》 (2011년, EBS)
- 《TV로보는 원작동화 - 엄마 미안해》 (2011년, EBS)
- 《TV로보는 원작동화 - 심부름》 (2011년, EBS)